# Емілі Фегер
Емілі Фегер (англ. Emily Feher, 29 березня 1985) — американська ватерполістка.
Призерка Чемпіонату світу з водних видів спорту 2005 року.